# Kamienica Rynek 10 w Lublinie
Kamienica Rynek 10 – zabytkowa trzypiętrowa, podpiwniczona kamienica na Starym Mieście w Lublinie. Wpisana do rejestru zabytków pod numerem A/496 z dnia 31.03.1971. Znajduje się w zwartym ciągu zabudowy Rynku Starego Miasta, pomiędzy zabytkowymi kamienicami numer 11 i kamienicą Pod Lwami. Budynek podpiwniczony jest trzema kondygnacjami piwnic. Od strony podwórza dołączone są dwie oficyny wybudowane w XIX wieku. Fasada kamienicy swój obecny wygląd zawdzięcza przeprowadzonemu w 1954 roku generalnemu remontowi i sgraffitami wykonanymi przez M. Rostkowską i J. Strzałeckiego.

## Historia
Pierwsza wzmianka o istnieniu w tym miejscu budynku pochodzi z 1521 roku. Nie ma pewności czy był to budynek drewniany czy już murowany jej pierwszym znanym właścicielem był Gambala. Następnie kamienica pozostawała do roku 1563 w rękach rodziny Burbachów, kolejny właściciel w tym samym roku odsprzedał posiadłość Katarzynie i Gothardowi Wonraithom. Nie wiadomo, jak czasie wielkiego pożaru Lublina w 1575 roku dom, wówczas własność Wincentego Matyasowicza, ucierpiał. Matyasowicz przebudował dom, wybudował mur dzielący jego posiadłość z sąsiednią obecnie Rynek 11. W 1669 roku kamienice nabywają Antoni i Anna Naossadyn. Po 1820 roku kamienica była mocno zaniedbana, jej ówczesny właściciel Józef Prószyński w ciągu kilku lat dokonał gruntownego remontu i przebudowy kamienicy. W 1845 roku była kamienicą murowaną, trzypiętrową, z czterema kondygnacjami piwnic. Istniały już dwie oficyny. W 1854 roku kamienica została zlicytowana i zakupiona przez Jakuba Prószyńskiego. W końcu lat 90 XIX wieku została wykupiona przez rodziny pochodzenia żydowskiego. Po II wojnie światowej została zwrócona rodzinom przedwojennych właścicieli.

## Literatura
- Piotr Kawałko i inni, Lublin Przewodnik, historia, co warto zobaczyć, mapy, noclegi, gastronomia, ciekawostki, Lublin: Wydawnictwo Archidiecezji Lubelskiej "Gaudium", 2012, s. 116, ISBN 978-83-7548-115-0.
- Lubelska Fundacja Odnowy Zabytków Kamienica, Kamienica Rynek nr 10, zwana Burbachowską, Krokierowską, Naborowską , Opracowano w części na podstawie karty ewidencyjnej, przechowywanej w WUOZ w Lublinie.
- Teatr NN.pl Leksykon Lublin, Anna Malik – Rynek 10 w Lublinie.